# Tolidostena tarsalis
Tolidostena tarsalis es una especie de coleóptero de la familia Mordellidae.

## Distribución geográfica
Habita en China.